# Abdul Rahman Mohammed Amen Al-Khayyat
Abdul Rahman Mohammed Amen Al-Khayyat  (arabisch عبد الرحمن محمد أمين الخياط, DMG ʿAbd ar-Raḥmān Muḥammad Amīn al-Ḫaiyāṭ; * 1960 in Saudi-Arabien) ist ein saudischer Diplomat.
Ab Sommer 2007 konnten seine Frau sowie sein 1993 geborener Sohn an seinen Dienstort in Jakarta ziehen. 2007 hatte Alkhayyat drei weitere Kinder: einen Sohn im High Schoolalter, der gerne in den USA studieren möchte (seine Mutter erlaubte es nicht), eine Tochter, die in Jeddah studiert, und einen dritten Sohn, der an der Amerikanische Universität Beirut studierte. US-Regierungsvertretern erzählte er, es sei sein „Traum“ in den USA mit einem Amt betraut zu werden.

## Studium
Alkhayyat ist Absolvent der King Abdelaziz School of Management (König-Abdulaziz-Universität).

## Werdegang
Er trat in den auswärtigen Dienst und wurde in Seoul, 1990–1993 in Jakarta, Kairo und nächst dem UNO-Hauptquartier und bis 2006 in Beirut beschäftigt.
Von Januar 2007 bis 9. Oktober 2009 war er Botschafter in Jakarta.
Gegenüber der Jakarta Post bezifferte er den Bilateralen Handel wie folgt:
2008 erreichte der bilaterale Handel den historischen Höchststand von fast 6 Milliarden US-Dollar, einen gewaltigen Sprung von 4,31 Milliarden US-Dollar im Jahr 2007. Der Handel hat sich von 2004 bis 2008 mehr als verdoppelt und stieg von 2,38 Milliarden US-Dollar auf fast 6 Milliarden US-Dollar im Jahr 2008.
Am 23. Juni 2011 entschuldigte er das Versäumnis der saudischen Regierung, der indonesischen Regierung den Termin der Enthauptung von Ruyati binti Sapubi (1954) vorab mitzuteilen, bedauerte die Situation und versicherte, dass so etwas in Zukunft nicht wieder vorkommen würde.
Sie wurde hingerichtet, nachdem sie wegen des Mordes an ihrer saudischen Arbeitgeberin, Khairiya bint Hamid Mijlid, mit einem Tranchiermesser verurteilt worden war.
Die junge Frau tötete ihre Arbeitgeberin, welche sie misshandelt hatte und daran hinderte, Saudi-Arabien zu verlassen.
In einem zweiten Fall hatte ein Gericht in Riad das indonesische Dienstmädchen Darsem binti Dawud Tawar wegen des Mordes an ihrem jemenitischen Arbeitgeber im Dezember 2007 zu einer Todesstrafe verurteilt.
Indonesische Beamte hatten gesagt, sie könne der Strafe entgehen, wenn sie von der Familie begnadigt würde, die ihr im Januar 2011 verziehen hatten, unter der Bedingung, dass sie die Entschädigung oder Diya von zwei Millionen Riyals (533.000 $) entrichte.
Die indonesische Regierung werde die Entschädigung vor Ablauf der Frist im Juli 2011 zahlen, sagte Regierungssprecher Michael Tene.
Etwa 70 Prozent der 1,2 Millionen Indonesier, die in Saudi-Arabien arbeiten werden als, Haushaltshilfen beschäftigt.
Am 12. Dezember 2011 bekundete er den Bedarf an indonesischen Facharbeitern gegenüber der The Jakarta Post.